# Bing Audio
Bing Audio (también conocido como Bing Music) es un sistema de reconocimiento de música para dispositivos móviles creado por Microsoft, el cual fue implementado a partir de la versión 7.5 de Windows Phone. En Windows Phone 8.1, Bing Music forma parte de Cortana y el historial de búsquedas musicales es parte de la libreta de Cortana. El servicio solo puede reconocer canciones grabadas, no actuaciones en vivo ni zumbidos o tarareo. Quienes estén suscritos al sistema Xbox Music Pass pueden añadir la canción inmediatamente a sus listas de reproducción. Una característica exclusiva de Bing Audio es que continuamente escucha y analiza la música, no como otros servicios similares que sólo pueden "escuchar" por un tiempo definido. Bing Audio está disponible en Australia, Canadá, Francia, Alemania, Italia, España, Reino Unido, Estados Unidos, Argentina, Austria, Bélgica, Brasil, Dinamarca, Finlandia, Irlanda, México, Holanda, Nueva Zelanda, Noruega, Portugal, Suecia y Suiza.